# کریس پاول
کریستوفر امانوئل پاول (به انگلیسی: Christopher Emmanuel Paul) ‏ (متولد ۶ می ۱۹۸۵ در کارولینای شمالی) بازیکن بسکتبال حرفه‌ای اهل ایالات متحده آمریکا است که در تیم گلدن استیت واریرز در لیگ ان بی ای بازی می‌کند.
او از سال ۲۰۰۵ تا سال ۲۰۱۱ در تیم نیواورلینز پلیکانز در اتحادیه ملی بسکتبال آمریکا بازی می‌کرد. پائل در سال ۲۰۰۶ بهترین تازه وارد سال ان‌بی‌ای شد.او تاکنون ۱۰ باز عضو تیم آل استار بوده است و افتخارات زیادی را هم در بازی های ملی و هم باشگاهی کسب کرده است.

## زندگی شخصی
پاول در 11 سپتامبر 2011 با جیدا کرالی ازدواج کرد.آن ها اکنون صاحب یک فرزند پسر و یک فرزند دختر هستند.
کریس به بولینگ بسیار علاقمند است و در تورنمنت های مختلفی هم شرکت کرده است.
پدر پاول که خود ورزشکار قدیمی بود مشوق و اموزش دهنده بسکتبال به او بود.

## بازی های ملی
پاول اولین بازی خود را برای تیم ملی ایالات متحده آمریکا در مسابقات جهانی 2006 FIBA در ژاپن انجام داد.تیم ایالات متحده امریکا در این رقابت ها مدال برنز را بدست آورد.
پاول در المپیک 2008 پکن ، با تیم ایالت متحده آمریکا به مدال طلای این رقابت ها رسید.او در مسابقه فینال مقابل اسپانیا 13 امتیاز کسب کرد. تیم ایالات متحده آمریکا با نتیجه بدون شکست 8-0 این مسابقات را به پایان رساند.
او در بازی های المپیک 2012 لندن با کسب میانگین 8.2 امتیاز ، 5.1 پاس گل و 1.6 ریباند در هر بازی در مسیر رسیدن به یک مدال طلای دیگر و یک تورنمنت بدون شکست با تیم ایالت متحده آمریکا نقش مهمی داشت.